# 2007–2008-as magyar gyeplabdabajnokság
A 2007–2008-as magyar gyeplabdabajnokság a hetvennyolcadik gyeplabdabajnokság volt. A bajnokságban hat csapat indult el, a csapatok két kört játszottak. A bajnokságból több mérkőzés is elmaradt.

## Tabella
| #  | Csapat          | M  | Gy | D | V | G+ | G- | P  |
| -- | --------------- | -- | -- | - | - | -- | -- | -- |
| 1. | Rosco SE        | 9  | 8  | 1 | 0 | 53 | 8  | 25 |
| 2. | Építők HC       | 9  | 7  | 0 | 2 | 43 | 10 | 21 |
| 3. | Olcote HC       | 10 | 6  | 0 | 4 | 33 | 29 | 18 |
| 4. | Szt. László DSE | 9  | 1  | 2 | 6 | 12 | 58 | 5  |
| 5. | Rosco SE II.    | 7  | 0  | 2 | 5 | 9  | 24 | 2  |
| 6. | ARES HC         | 6  | 0  | 1 | 5 | 9  | 30 | 1  |

* M: Mérkőzés Gy: Győzelem D: Döntetlen V: Vereség G+: Ütött gól G-: Kapott gól P: Pont